# جورج هینکپی
جورج هینکپی (انگلیسی: George Hincapie؛ زادهٔ ۲۹ ژوئن ۱۹۷۳) دوچرخه‌سوار اهل ایالات متحده آمریکا است.
از باشگاه‌هایی که در آن بازی کرده‌است می‌توان به تیم بی‌ام‌سی، اچ‌تی‌سی-هایرود، و تیم دوچرخه‌سواری یو.اس. پوستال سرویس اشاره کرد.